# 水原満家
水原 満家（すいばら　みついえ）は戦国時代から安土桃山時代にかけての武将。越後国の戦国大名上杉氏の家臣。蒲原郡水原城主。

## 生涯
揚北衆の水原氏当主として上杉謙信から上杉景勝の代において上杉家に仕えた。水原氏の系譜は1520年（永正17年）に水原弥々松から水原政家に代替わりしてから水原満家までの間がはっきりしておらず、生年や親兄弟など不明なところが多い。
上杉謙信の時代には川中島の戦いや小田原の戦いなどに旗下として参加している。謙信の死後に起こった御館の乱では景勝方で戦ったが、上杉景虎の同盟である会津からの軍勢に苦戦し水原城を侵略される。御館の乱終結後は行賞として旧領に復した。
1582年（天正10年）の新発田重家の乱では景勝方につき、織田信長軍の警戒のため信州牟礼に在留した。本能寺の変によって信長が撤退すると空白地帯となった信州や越中に侵攻し、満家は海津城に在番した。信州での支配を盤石なものとした景勝は道家ら家臣と共に重家の乱を鎮圧すべく新発田へと向かったが、新発田城を攻めきれなかった景勝は撤退することとなった。この際に満家は放生橋にて戦死する。没年においても諸説あり、1582年（天正10年）10月、1583年（天正11年）10月、1584年（天正12年）8月とする文献が存在している。
満家には嫡子が居なかったため戦死により水原氏は断絶したが、それを惜しんだ上杉景勝は1586年（天正14年）大関親憲に水原氏を継がせ、親憲は水原親憲と改めた。